# Nettoexplosivstoffmasse
Die Nettoexplosivstoffmasse (NEM) ist in Deutschland definiert als die Masse der Explosivstoffe (einschließlich der Phlegmatisierungsmittel) ohne deren Umhüllung und Verpackung. Die Angabe ist eine Größe, die in Rechtsvorschriften zur Regelung zum Beispiel der maximalen Menge Feuerwerkskörper in einem Verkaufsraum dient.
Solche Rechtsvorschriften sind zum Beispiel:
- Zweite Verordnung zum Sprengstoffgesetz (2. SprengV), Deutschland
- Pyrotechnikgesetz (PyroTG 2010), Österreich
- Sprengstoffverordnung (SprstV), Schweiz (dort Nettomenge an aktivem Explosivstoff genannt)
- zákon o pyrotechnice (2015), Tschechien

Die EU-Richtlinie 2013/29/EU, mit der solche Rechtsvorschriften der Mitgliedstaaten über die Bereitstellung pyrotechnischer Gegenstände harmonisiert werden sollen, verwendet den Begriff Nettoexplosivstoffmasse ebenfalls.